# 水谷悠珠
水谷 悠珠（みずたに ゆず、8月2日 - ）は、日本の漫画家・イラストレーター。血液型はA型。峰倉かずやのアシスタント出身。女性らしい可愛い絵柄が特徴である。
一部作品に連名で記載されているかえで透は水谷の作品の相談・手助けをしている人物であり、原作者というわけではなく水谷悠珠の一部分である存在である。

## 作品リスト

### 漫画作品

#### 連載
- Magical×Miracle（『月刊コミックZERO-SUM』2002年5月号 - 2006年3月号）
- ナ*ナ*キ!!（『月刊ComicREX』2006年4月号 - 2007年10月号）
- 境界恋愛少年少女（『コミックエール!』にて連載された）
- 胡蝶ノ姫〜Butterfly Princess〜（『ドラゴンエイジピュア』にて連載された）
- きると〜リプル島は恋の騒ぎ〜（原作：オービット、『ドラゴンエイジピュア』にて連載、全4話）
- 祈り姫は空に微笑う（『月刊コミックZERO-SUM』にて連載）
- 天使の3P!（原作：蒼山サグ、『電撃G'sコミック』2014年7月号 - 2018年12月号）
- 魔法少女が倒せない！（『GコミAnothers』にて連載）
- 生贄第二皇女の困惑 〜人質の姫君、敵国で知の才媛として大歓迎を受ける〜（原作：真波潜、『コミック アース・スター』2021年12月16日 - 連載中）

### 書籍
- 『Magical×Miracle』、一迅社〈ZERO-SUMコミックス〉2003年 - 2006年、全6巻
- 『ナ*ナ*キ!!』、一迅社〈IDコミックス REXコミックス〉2006年 - 2007年、全3巻
- 『境界恋愛少年少女』芳文社〈まんがタイムKRコミックス エールシリーズ〉、2008年発行、ISBN 978-4-8322-7749-6
- 『胡蝶ノ姫〜Butterfly Princess〜』一迅社〈IDコミックススペシャル ZERO-SUMコミックス〉、2010年発行、ISBN 978-4-7580-5531-4
- 『祈り姫は空に微笑う』、一迅社〈IDコミックス ZERO-SUMコミックス〉2008年 - 2010年、全4巻
  1. 2008年12月25日発売、ISBN 978-4-7580-5388-4
  2. 2009年6月25日発売、ISBN 978-4-7580-5420-1
  3. 2009年12月25日発売、ISBN 978-4-7580-5467-6
  4. 2010年6月25日発売、ISBN 978-4-7580-5513-0
- 『天使の3P!』、KADOKAWA〈電撃コミックスNEXT〉2014年 - 2018年、全8巻
- 『魔法少女が倒せない！』KADOKAWA〈電撃コミックスNEXT〉、2020年2月27日発売[1]、ISBN 978-4-04-913078-2
- 『生贄第二皇女の困惑 〜人質の姫君、敵国で知の才媛として大歓迎を受ける〜』、アース・スターエンターテイメント〈アース・スターコミックス〉2022年 - 、既刊5巻（2025年2月12日現在）
  1. 2022年7月12日発売[2][3]、ISBN 978-4-8030-1658-1
  2. 2023年3月10日発売[4]、ISBN 978-4-8030-1750-2
  3. 2023年12月13日発売[5]、ISBN 978-4-8030-1871-4
  4. 2024年7月12日発売[6]、ISBN 978-4-8030-1974-2
  5. 2025年2月12日発売[7]、ISBN 978-4-8030-2071-7

### 挿絵担当
- 鏡のお城のミミ（倉世春、集英社コバルト文庫）
- 姫なのに王子!（真堂樹、集英社コバルト文庫）
- 最後のひとりが死に絶えるまで（我鳥彩子、集英社コバルト文庫）
- L 詐欺師フラットランドのおそらくは華麗なる伝説（坂照鉄平、富士見ファンタジア文庫）※3巻より担当
- アンとリチャード（しらせはる、集英社コバルト文庫）